# Station Nomain
Station Nomain is een spoorwegstation in de Franse gemeente Nomain. Het staat langs de spoorlijn Fives - Hirson.

## Treindienst
| Serie | Treinsoort | Route                                            | Bijzonderheden |
| ----- | ---------- | ------------------------------------------------ | -------------- |
| C 60  | TER (SNCF) | Lille-Flandres – Nomain – Orchies – Valenciennes |                |